# Justicia kerrii
Justicia kerrii är en akantusväxtart som beskrevs av Imlay. Justicia kerrii ingår i släktet Justicia och familjen akantusväxter. Inga underarter finns listade i Catalogue of Life.